# Kanton Saint-Lô-Est
Der Kanton Saint-Lô-Est war von 1982 bis 2015 ein französischer Wahlkreis im Arrondissement Saint-Lô, im Département Manche und in der Region Basse-Normandie. Der Kanton umfasst einen Teil der Stadt Saint-Lô und hatte am 1. Januar 2012 insgesamt 13.739 Einwohner.

## Gemeinden
Der Kanton bestand aus einem Teil der Stadt Saint-Lô (angegeben ist hier die Gesamteinwohnerzahl) und weiteren vier Gemeinden:
| Gemeinde                | Einwohner Jahr | Fläche km² | Bevölkerungsdichte | Code INSEE | Postleitzahl |
| ----------------------- | -------------- | ---------- | ------------------ | ---------- | ------------ |
| La Barre-de-Semilly     | 1.001 (2013)   | –          | – Einw./km²        | 50032      | 50810        |
| Baudre                  | 535 (2013)     | –          | – Einw./km²        | 50034      | 50000        |
| La Luzerne              | 65 (2013)      | –          | – Einw./km²        | 50283      | 50680        |
| Saint-Lô                | 19.285 (2013)  | –          | – Einw./km²        | 50502      | 50000        |
| Sainte-Suzanne-sur-Vire | 650 (2013)     | –          | – Einw./km²        | 50556      | 50750        |